# 卡布勒罗勒
卡布勒罗勒（法語：Cabrerolles，法語發音：[kabʁəʁɔl]）是法国埃罗省的一个市镇，属于贝济耶区。

## 地理
卡布勒罗勒（43°32'43"N, 3°7'32"E）面积28.68 平方千米，位于法国奧克西塔尼大區埃罗省，该省份为法国南部沿海省份，南濒地中海，西南接奥德省，西北接塔恩省和阿韦龙省，东北与加尔省接壤。
与卡布勒罗勒接壤的市镇（或旧市镇、城区）包括：欧蒂尼亚克、莱赛尔、科西尼奥茹尔、福热尔、埃雷皮扬、洛朗斯、米尔维耶勒-莱贝济耶、圣纳泽尔德拉达雷。

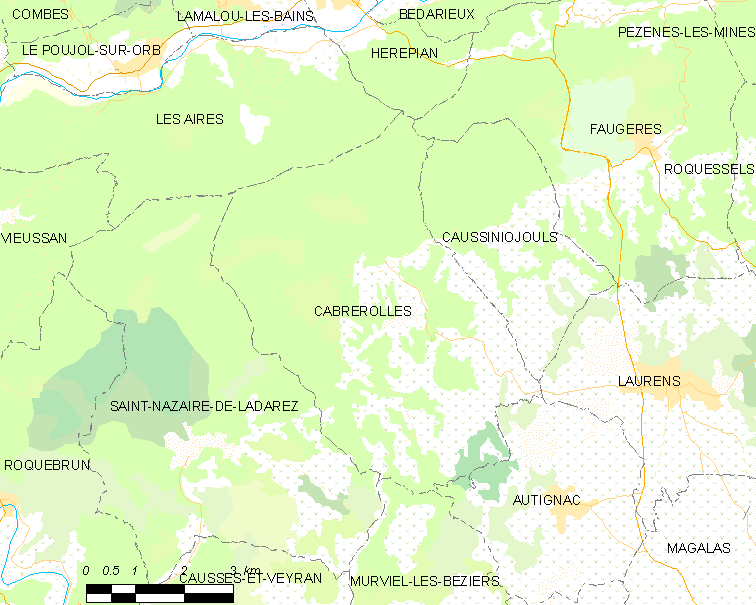
卡布勒罗勒的OSM定位图

卡布勒罗勒的时区为UTC+01:00、UTC+02:00（夏令时）。

## 行政
卡布勒罗勒的邮政编码为34480，INSEE市镇编码为34044。

## 政治
卡布勒罗勒所属的省级选区为卡祖勒莱贝济耶县。

## 人口

1962-2008年间卡布勒罗勒人口变化图示

卡布勒罗勒于2022年1月1日时的人口数量为338人。